# Gasteria nitida

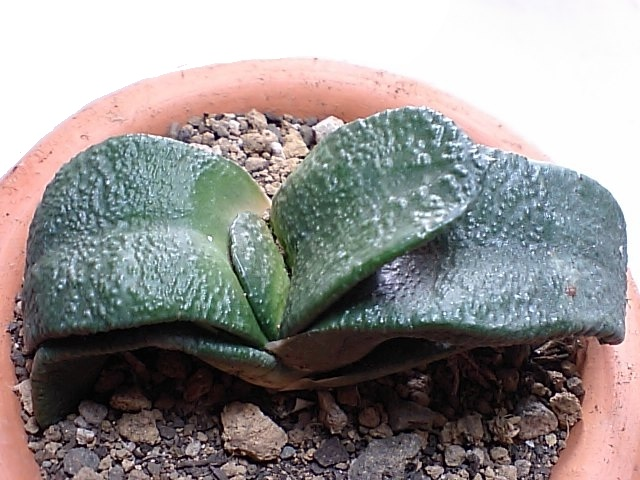
Gasteria nitida var. armstrongii

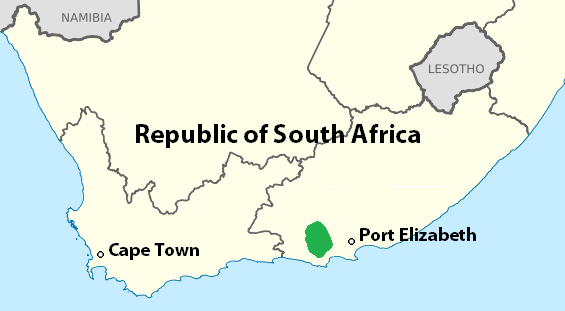
Verbreitungsgebiet

Gasteria nitida ist eine Pflanzenart der Gattung Gasteria in der Unterfamilie der Affodillgewächse (Asphodeloideae).

## Beschreibung

### Vegetative Merkmale
Gasteria nitida wächst stammlos, ist niederliegend bis aufrecht und erreicht eine Wuchshöhe von 6 bis 20 Zentimeter. Sie ist einzeln oder sprosst von der Basis aus und bildet kleine Gruppen mit einem Durchmesser von 5 bis 28 Zentimetern. Die sukkulenten, spindelförmigen Wurzeln weisen einen Durchmesser von bis zu 12 Millimeter auf. Die dreieckig-lanzettlichen, selten lanzettlich-zugespitzten, aufrecht ausgebreiteten Laubblätter sind anfangs zweizeilig am Trieb angeordnet und bilden später eine Rosette. Die dunkelgrüne Blattspreite ist 1,6 bis 18 Zentimeter lang und 2,5 bis 8 Zentimeter breit. Die deutlich asymmetrisch gekielte Blattspreite ist schwach bis dicht mit weißen Flecken bedeckt, die in unregelmäßigen diagonalen Streifen angeordnet sind. Die Epidermis ist glatt und glänzend. Der Blattrand ist ganzrandig oder undeutlich warzig. Die Blattspitze ist zugespitzt und trägt ein aufgesetztes Spitzchen. Junge Blätter sind zweizeilig, bandförmig, 2 bis 4 Zentimeter lang und 2 bis 3,5 Zentimeter breit. Ihre Epidermis ist warzig und nur selten glatt. Sie sind dunkelgrün und nicht oder selten gefleckt.

### Blütenstände und Blüten
Der aufrecht ausgebreitete Blütenstand ist eine lockere Rispe. Er erreicht eine Länge von 20 bis 120 Zentimeter. Die leuchtend rötlich rosafarbene Blütenhülle ist 20 bis 25 Millimeter lang. Ihr bauchiger Teil ist schmal ellipsoid. Er erstreckt sich über etwas mehr als die Hälfte der Länge der Blütenhülle und weist einen Durchmesser von 5 bis 8 Millimeter auf. Oben ist sie zu einer Röhre mit einem Durchmesser von 4 bis 5 Millimeter eingeschnürt. Der Griffel ragt nicht aus der Blütenhülle heraus.

### Früchte und Samen
Die länglichen Früchte sind 24 bis 30 Millimeter lang und 8 Millimeter breit. Sie enthalten 3 bis 4 Millimeter lange und 2 Millimeter breite Samen.

## Systematik und Verbreitung
Gasteria nitida ist in der südafrikanischen Provinz Ostkap verbreitet.
Die Erstbeschreibung als Aloe nitida durch Joseph zu Salm-Reifferscheidt-Dyck wurde 1817 veröffentlicht. Adrian Hardy Haworth stellte die Art 1827 in die Gattung Gasteria.
Es werden folgende Varietäten unterschieden:
- Gasteria nitida var. nitida
- Gasteria nitida var. armstrongii (Schönland) van Jaarsv.

Es sind zahlreiche Synonyme bekannt.

## Nachweise